# Varna

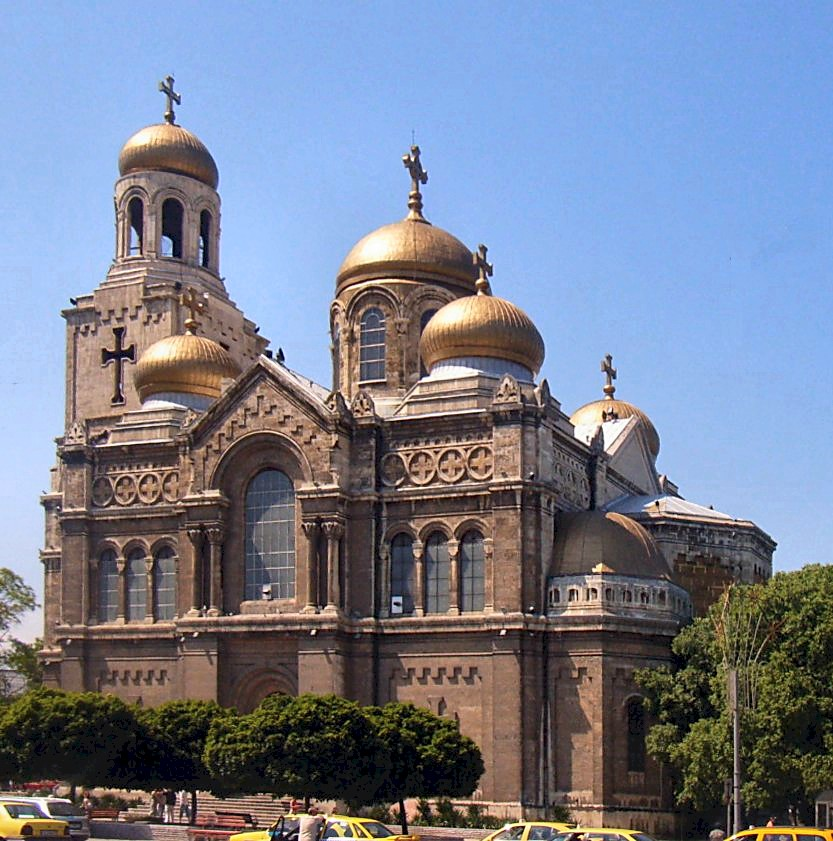
La cattedrale della Dormizione di Maria (Успение на Пресвета Богородица, Uspenie na Presveta Bogorodica)

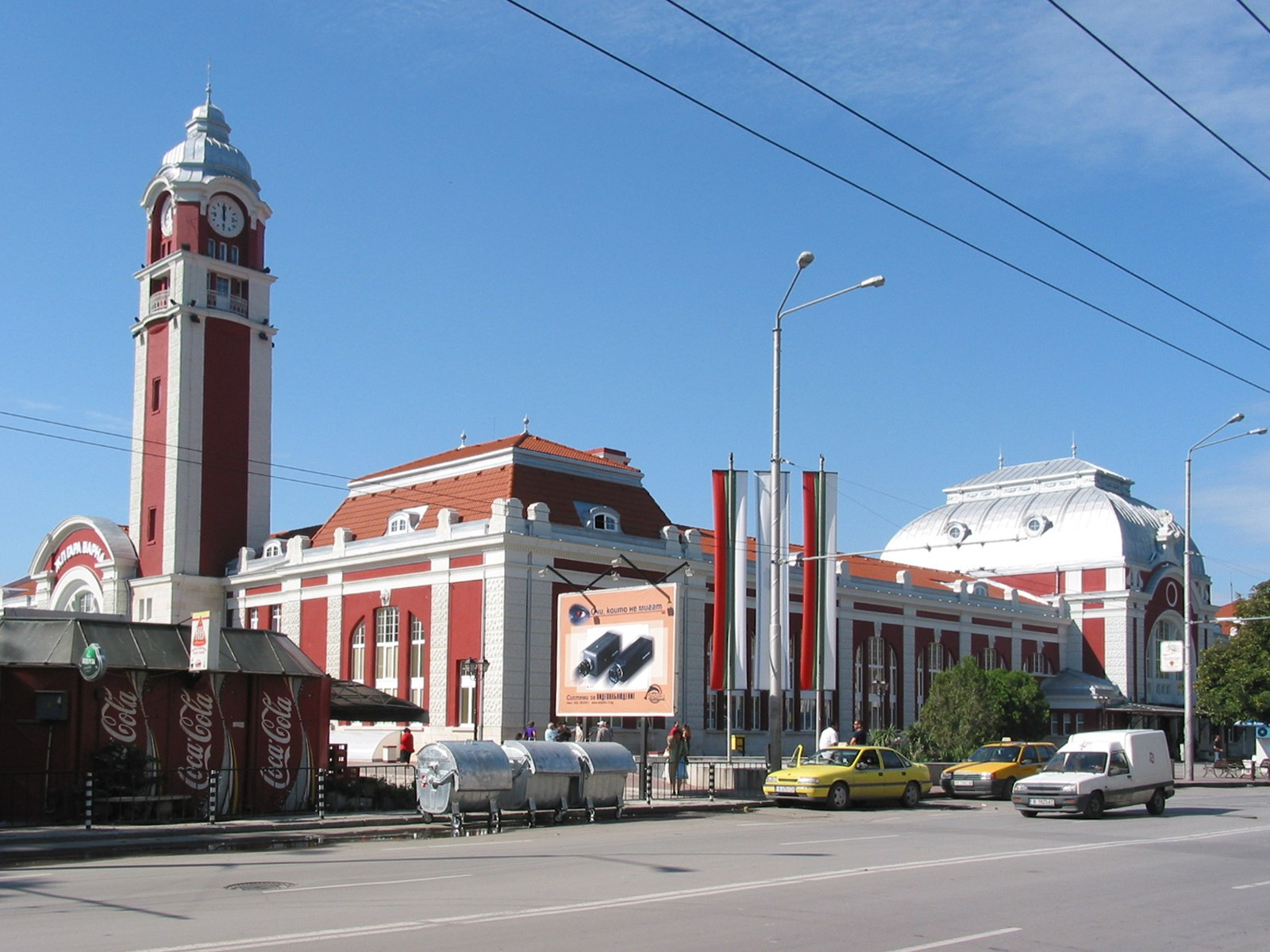
La stazione ferroviaria di Varna

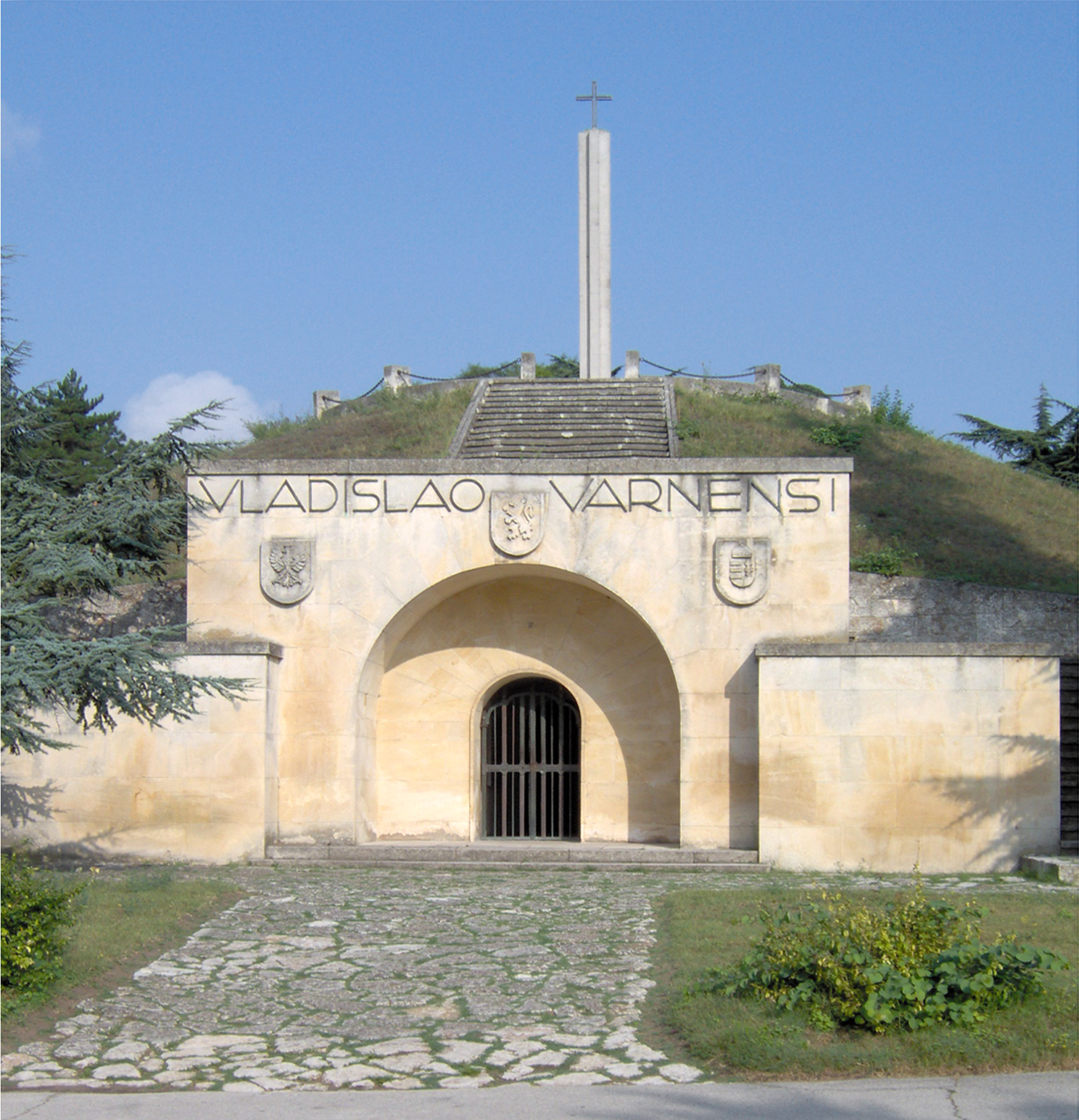
Memoriale della Battaglia di Varna (10 novembre 1444) costruito su un'antica tomba tracia

Varna (in bulgaro Варна?) è una città della Bulgaria di oltre 330 000 abitanti, la terza per popolazione dopo la capitale Sofia e Plovdiv. La città, conosciuta anche come "la perla del mar Nero", è posta nella parte orientale del paese ed è il capoluogo del distretto di Varna nonché un importante porto sul mar Nero, vicino al lago di Varna.

## Storia
Nel 580 a.C. circa, Varna venne fondata dagli antichi greci e strutturata come una colonia commerciale (apoikia), con il nome di Odessos. Dal punto di vista storico la città è conosciuta per le necropoli del Calcolitico, presso le quali gli archeologi hanno scoperto il più antico tesoro in oro del mondo, l'Oro di Varna. Della città romana sono ben conservate le terme (II secolo d.C.), che rappresentano il maggior sito archeologico romano della Bulgaria. Durante il Medioevo, i bulgari e i bizantini si alternarono più volte nel controllo della città, finché essa venne conquistata dagli ottomani nel 1393.
Il 10 novembre 1444 nei pressi della città venne combattuta la battaglia di Varna, con i Turchi che sconfissero un'armata di 30 000 crociati guidata da Ladislao III di Polonia. I soldati cristiani erano stati radunati presso il porto per raggiungere le imbarcazioni che li avrebbero condotti a Costantinopoli, ma furono attaccati da un esercito superiore, formato da 60 000 ottomani, guidati dal sultano Murad II. Ladislao III venne ucciso mentre tentava con un gesto coraggioso di catturare il sultano, ottenendo così l'appellativo di Warneńczyk (di Varna in polacco). Il conseguente ritiro dell'esercito dei crociati comportò l'inevitabile caduta di Costantinopoli in mano turca.
Nel 1829 la città venne assediata e conquistata dall'esercito imperiale russo durante il prolungato assedio di Varna. La città venne ribattezzata Stalin in onore della guida dell'Unione Sovietica per un breve periodo dal 1949 al 1956. Nel 1962 nella città si tennero le quindicesime Olimpiadi mondiali degli scacchi, mentre nel 1969 vennero organizzati i campionati mondiali di ginnastica ritmica. Dal 30 settembre al 4 ottobre 1973 il decimo congresso olimpico tenne la propria sessione presso il Palazzo dello Sport di Varna. Dal 1964 la città è sede del Concorso internazionale di balletto di Varna, uno dei più prestigiosi concorsi di balletto del mondo.

## Economia
Varna è un importante centro economico della Bulgaria e del Mar Nero in generale. Le maggiori attività produttive riguardano il commercio, i trasporti (la città è dotata di un importante porto sul Mar Nero e di un aeroporto, l'Aeroporto di Varna), l'industria navale e manifatturiera. Assieme alla vicina città di Devnja, Varna forma il distretto industriale conosciuto come Complesso Industriale Varna-Devnja, sede di alcuni dei più grandi stabilimenti chimici, elettronici e manifatturieri della Bulgaria.
Il turismo è inoltre fondamentale per l'economia della provincia e della città, in particolare nei resort turistici di Albena (Албена), Sabbie d'oro (in bulgaro Златни пясъци, Zlatni pjasăci, anche nota come Golden Sands), SS. Costantino e Elena (Константин и Елена), Riviera e molti altri, che attirano molti turisti dall'estero.
Nel settembre 2004, la rivista FDI ha dichiarato Varna "città dell'Europa sud-orientale del futuro", per la sua posizione strategica, la crescita economica, il ricco patrimonio storico-artistico e l'alta qualità della formazione e dell'istruzione.

## Popolazione
I primi dati sulla popolazione della città risalgono alla metà del XVII secolo, descrivendo un abitato di circa 4 000 persone. Successivamente alla liberazione dal dominio ottomano, nel 1878, il censimento del 1881 rilevava una popolazione di 24 555 unità, dato che rendeva Varna la seconda città del Principato di Bulgaria dopo Ruse (26 156 abitanti). In seguito alla definitiva unificazione con la Rumelia orientale, Varna divenne la terza città del paese dopo Sofia e Filippopoli (Plovdiv), posizione mantenuta ancora oggi grazie ai circa 330 000 abitanti nel solo territorio comunale, meno esteso dell'intera area metropolitana.
Dal dicembre 2006 numerose fonti mediatiche, inclusa la Televisione Nazionale Bulgara, i maggiori giornali nazionali, agenzie di ricerca, il comune e la polizia locale affermano che la reale entità della popolazione varnese sia di molto superiore alle statistiche ufficiali. Le fonti più accreditate parlano di oltre 500 000 abitanti, cifra che renderebbe di fatto Varna la seconda città del Paese. Nel 2008, il vicesindaco Venelin Žečev stimò una popolazione addirittura di 650 000 abitanti, mentre il sindaco Kiril Jordanov affermò che i residenti effettivi erano ben 970 000, ossia che il 60% dei residenti non era stato incluso nelle statistiche ufficiali (che contavano una popolazione di circa 360 000 abitanti). Le statistiche ufficiali nazionali ed europee, ad oggi, non hanno confermato tali affermazioni; tuttavia, secondo il Financial Times, Varna cresce attualmente di circa 30 000 residenti all'anno.

### L'area metropolitana
Nel censimento del 2011, l'intero distretto di Varna conta 474 344 abitanti, pari al 6,5% della popolazione nazionale. Di questi circa 400 000 sono concentrati nell'area urbana comprendente i comuni di Varna, Aksakovo, Avren, Beloslav, e Devnya, mentre i restanti vivono nelle aree rurali, scarsamente popolate.
Varna e la sua area metropolitana presentano un saldo naturale positivo (6 300 nascite contro 3 600 morti nel 2009) che si riflette in un incremento di asili nido e strutture per l'infanzia, che faticano a soddisfare la richiesta.

## Società

### Etnie e minoranze straniere
La composizione etnica dei varnesi (in bulgaro варненци, varnentsi) è in linea con la media nazionale:
- 87% bulgari
- 7% turchi
- 3% rom

Il restante 3% è composto da greci, russi, armeni, ebrei e altri gruppi etnici, tra cui immigrati asiatici e africani (questi ultimi in numero molto ridotto). È inoltre in sensibile crescita il numero di uomini d'affari stranieri (europei e occidentali in genere) residenti a Varna per lavoro.
Nel 2015 risiedeva a Varna la maggioranza dei cittadini italiani iscritti all'AIRE per la Bulgaria, prevalentemente per via dell'incremento dei pensionati italiani in cerca di un costo della vita inferiore.

## Monumenti e luoghi d'interesse
La città, il più grande centro bulgaro sul Mar Nero e base della marina del Paese, è spesso indicata come la capitale costiera o estiva della Bulgaria. Oggi è sede di un museo navale, dov'è esposta anche la nave-museo ricavata nel torpediniere Drazki.
Il museo archeologico è visitato da molti cittadini conserva ogni testimonianza relativa alla cultura materiale e alla vita dei pescatori dei contadini e dei cittadini dalla fine del XIX secolo all'inizio del XX.
Alcuni fra gli altri maggiori luoghi di interesse di Varna sono: 
- la cattedrale della Vergine
- il delfinario cittadino
- il giardino marittimo (opera del ceco Anton Novák)
- le terme romane
- il monastero medievale rupestre di Aladzha
- le necropoli
- l'osservatorio astronomico e il planetario

In aggiunta, il ponte Asparuhov, lungo 2 km e alto 52 m, è molto conosciuto e utilizzato per la pratica del bungee jumping.
A circa 1,5 km dal centro, sulla strada che porta a nord verso la località turistica Sabbie d'oro, si ergono le due bandiere più grandi d'Europa, una Bulgara ed una Europea, che sono visibili da diversi chilometri di distanza.

## Cultura
A Varna hanno sede l'Università di economia di Varna, la seconda più antica della Bulgaria, e l'Università tecnica di Varna. A cadenza biennale nella città si svolge il Concorso internazionale di balletto. 

## Amministrazione

### Gemellaggi
Varna è gemellata con le seguenti città:
- Aalborg
- Dordrecht
- Kharkov
- Aqaba
- Odessa
- Malmö, dal 1987
- Turku
- Miami
- Rostock
- Novorossiysk
- Pireo
- Memphis
- Amsterdam
- Karlsruhe

## Sport
La principale squadra di calcio della città è il Profesionalen Futbolen Klub Spartak Varna .
La squadra di pallacanestro è il BK Cherno More Varna. Le partite interne si disputano nel Palazzo della cultura e dello sport.

## Galleria d'immagini

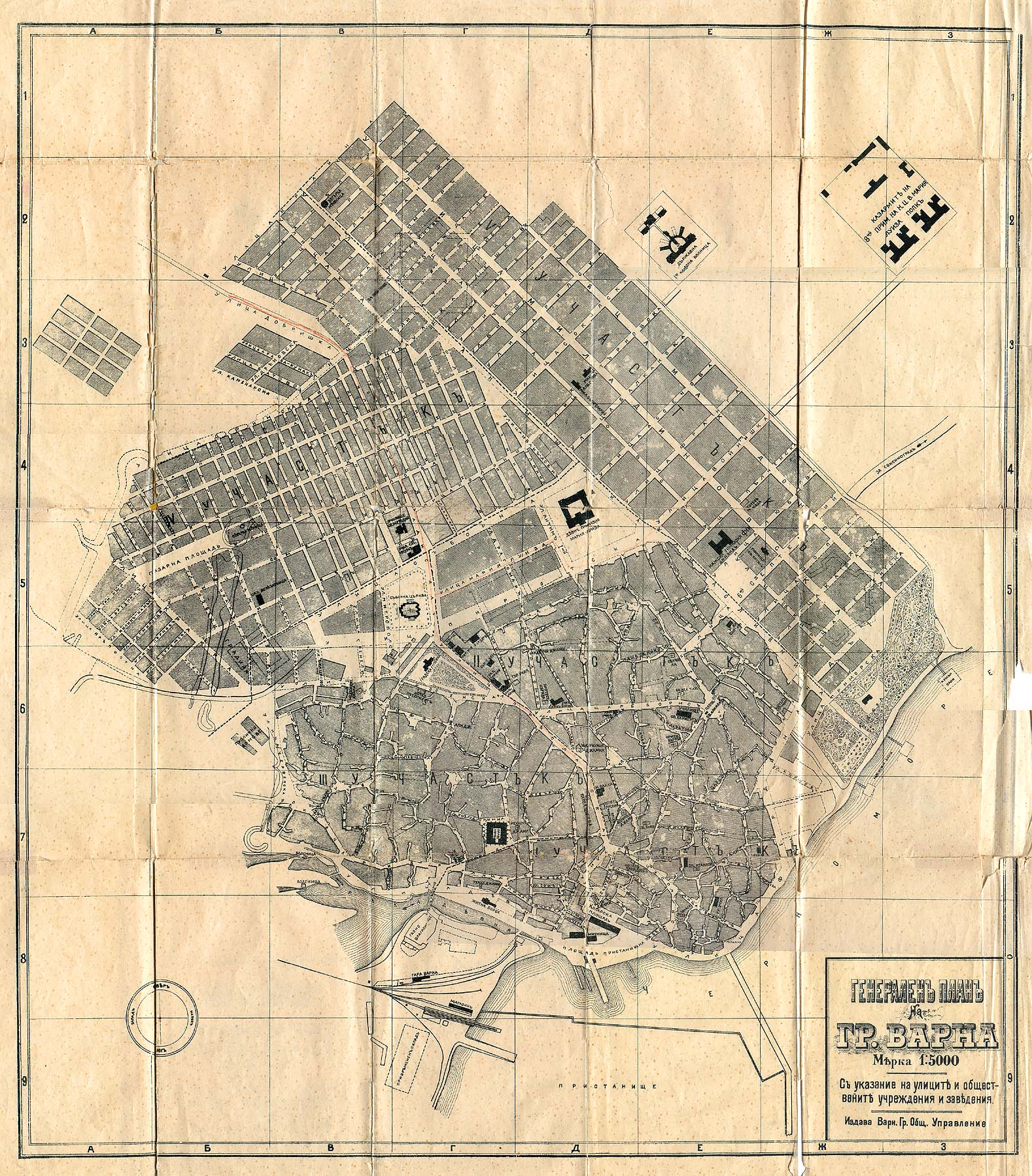
Mappa della città del 1897
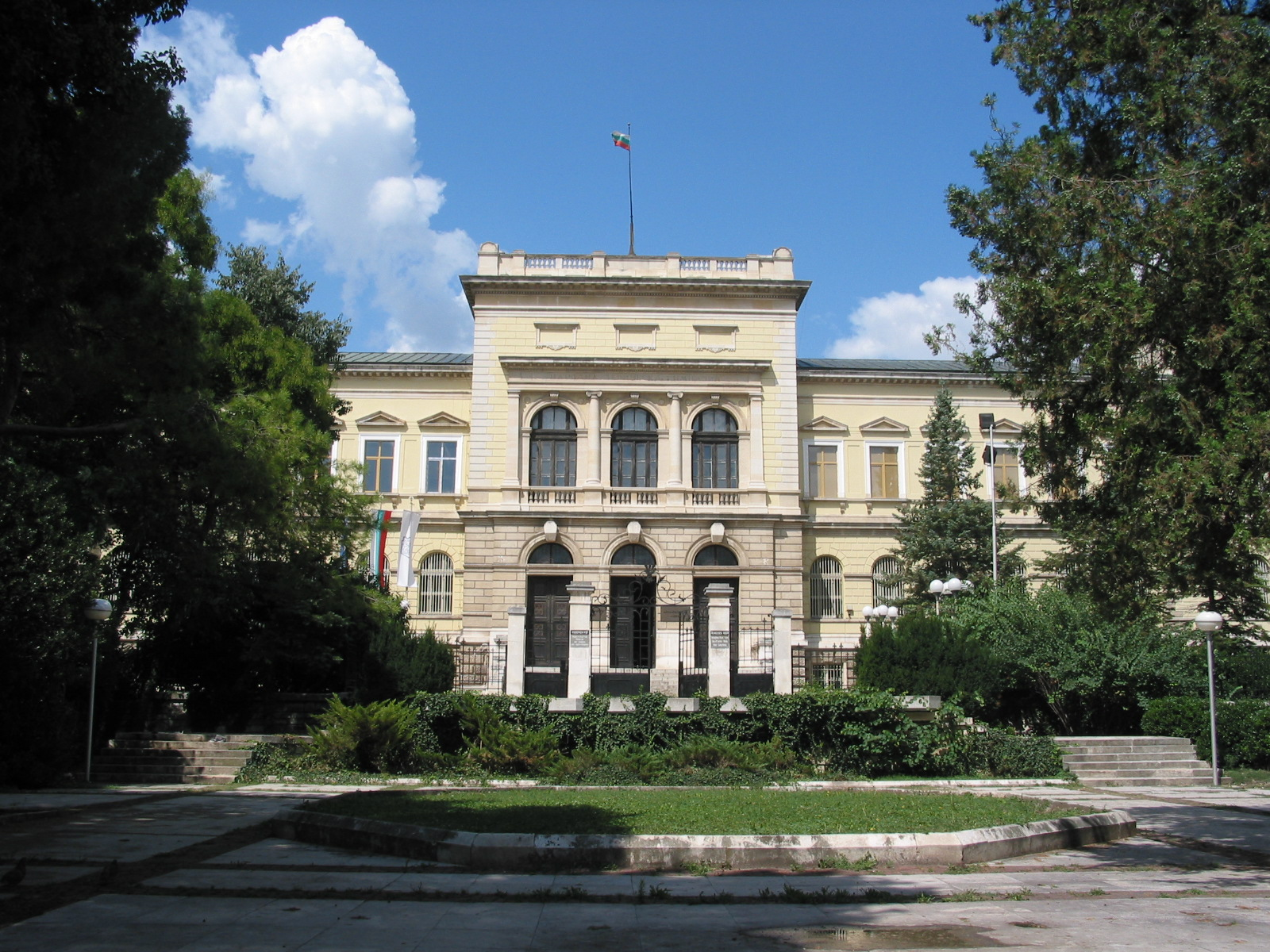
Sede del Museo archeologico
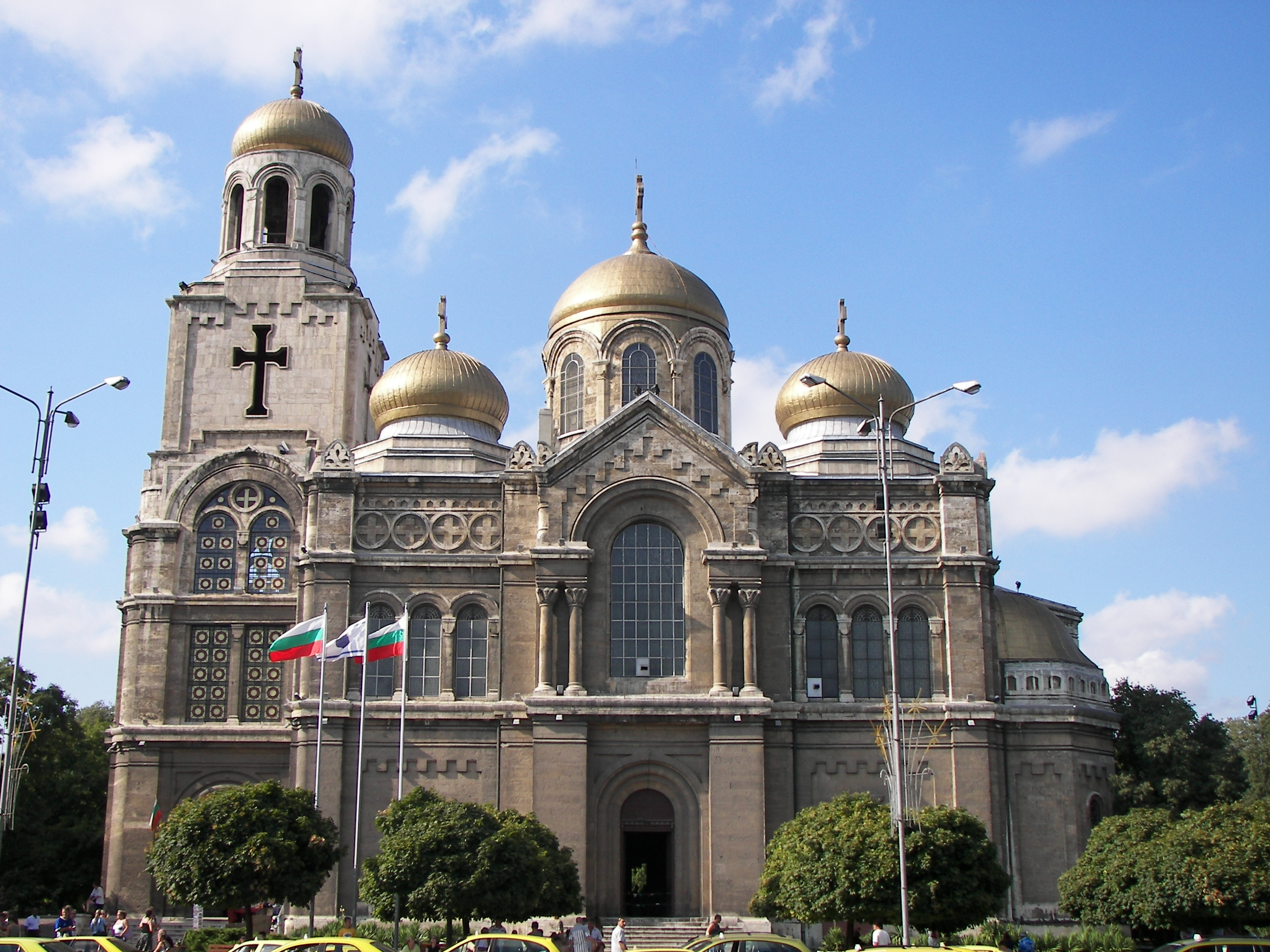
La Cattedrale
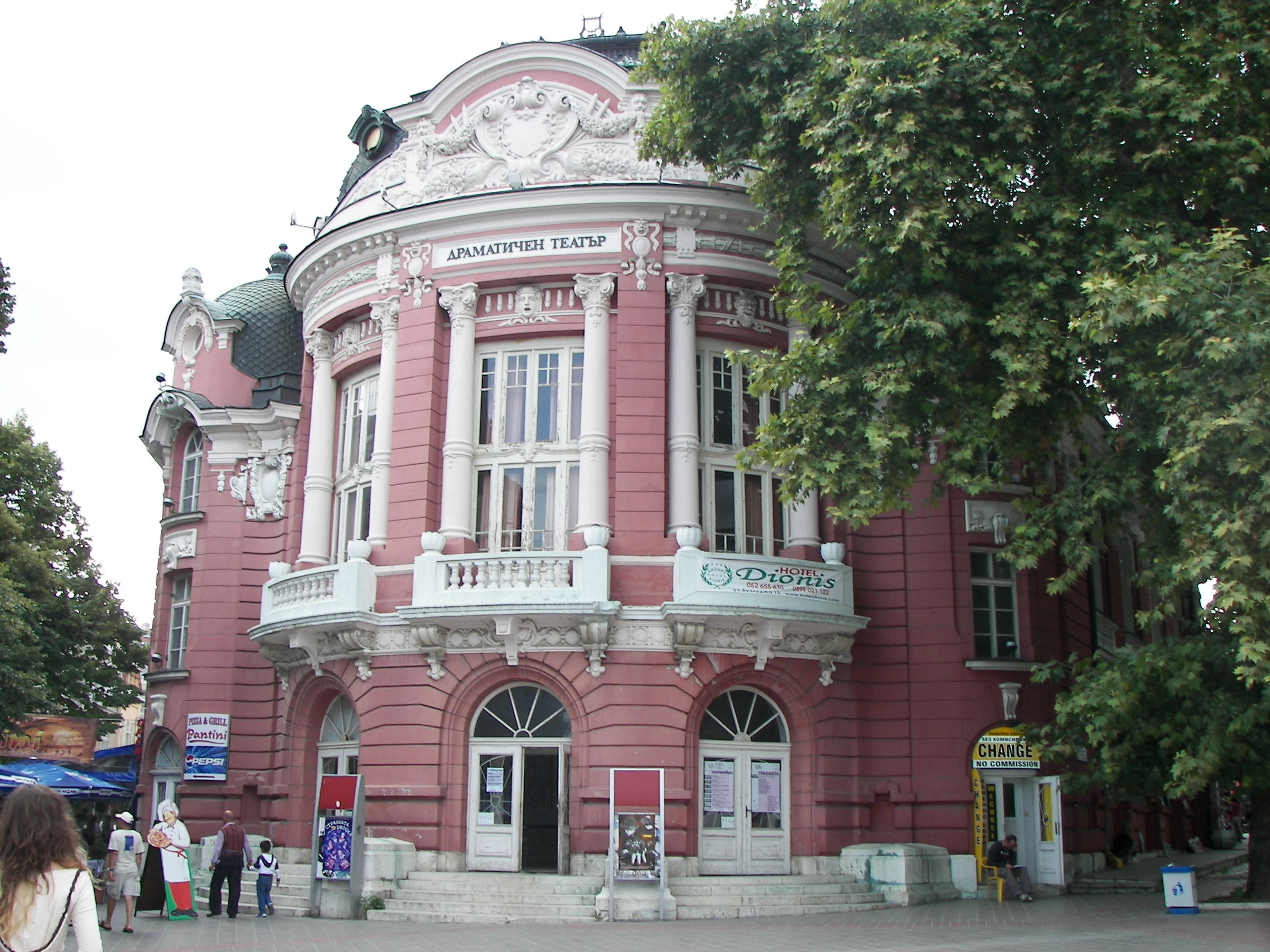
Il Teatro
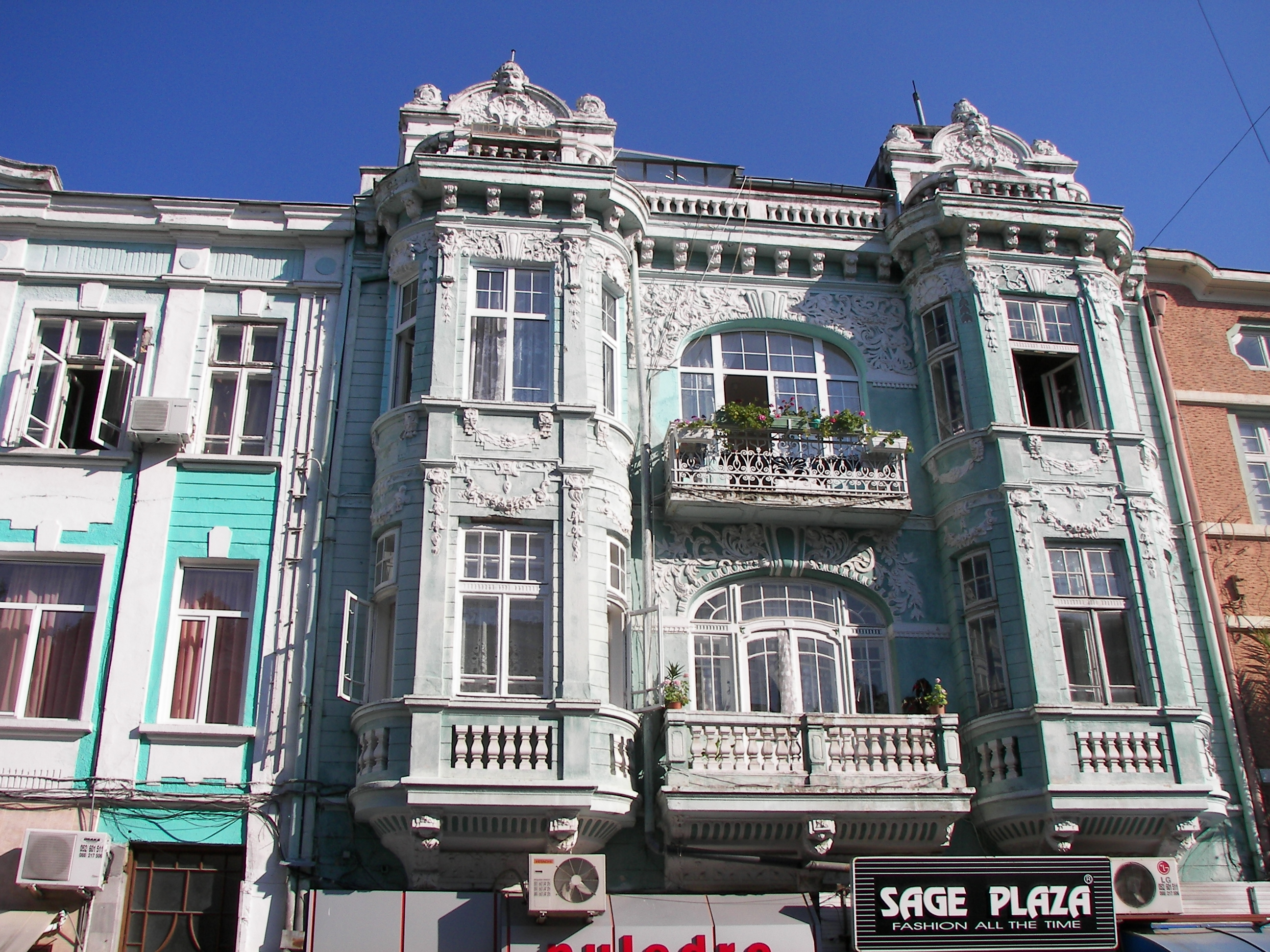
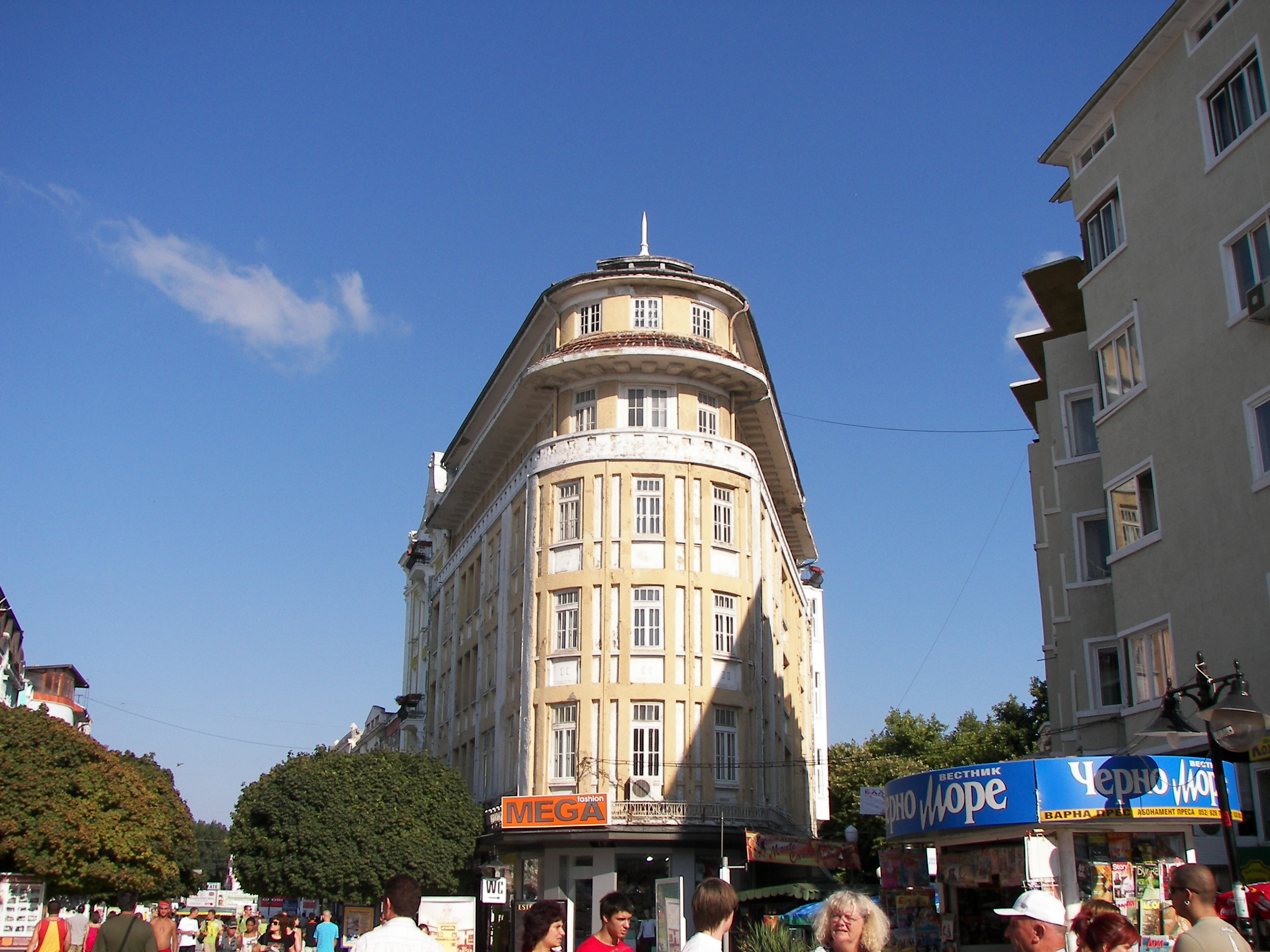
Veduta del centro città
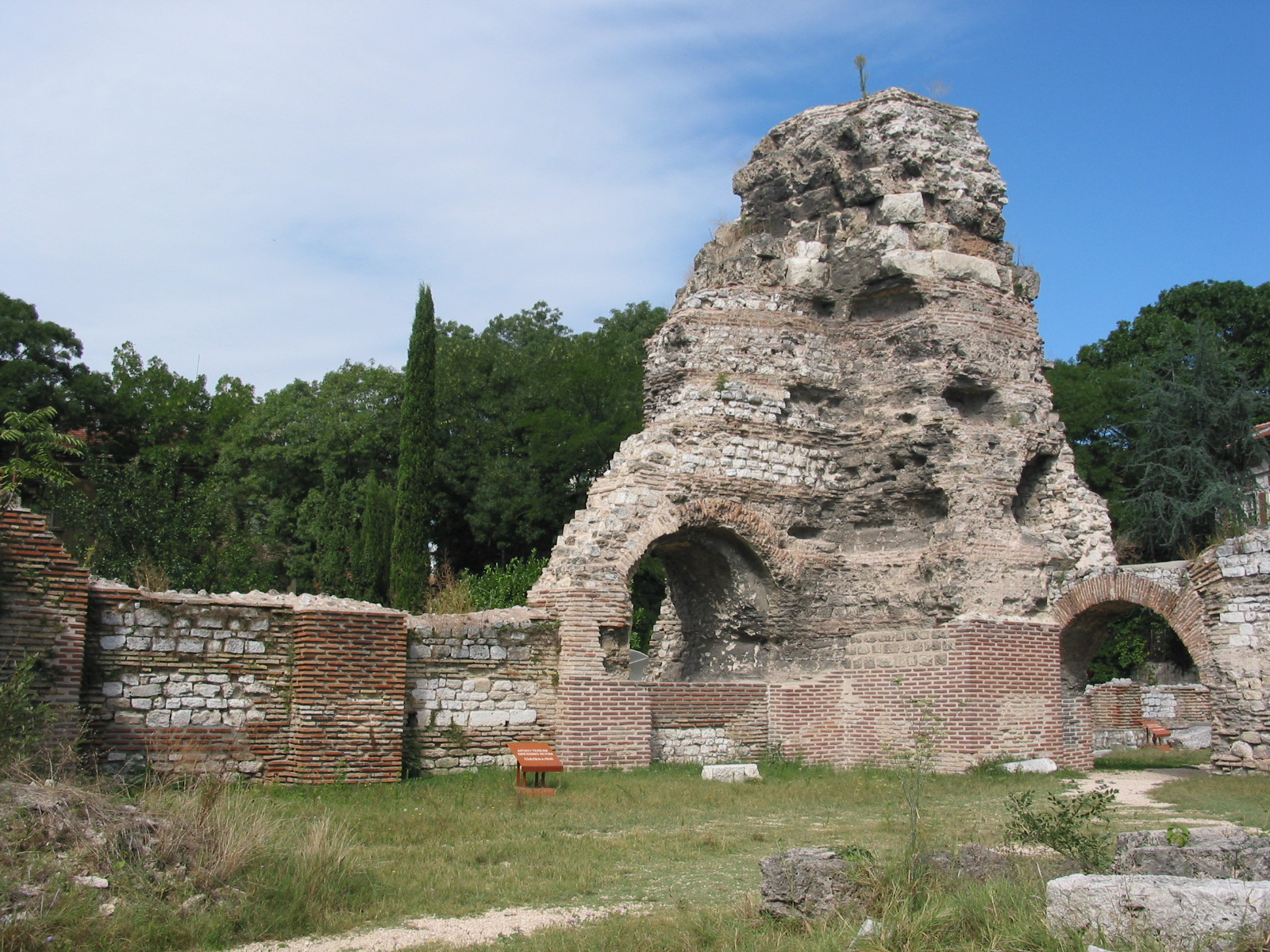
Siti archeologici romani
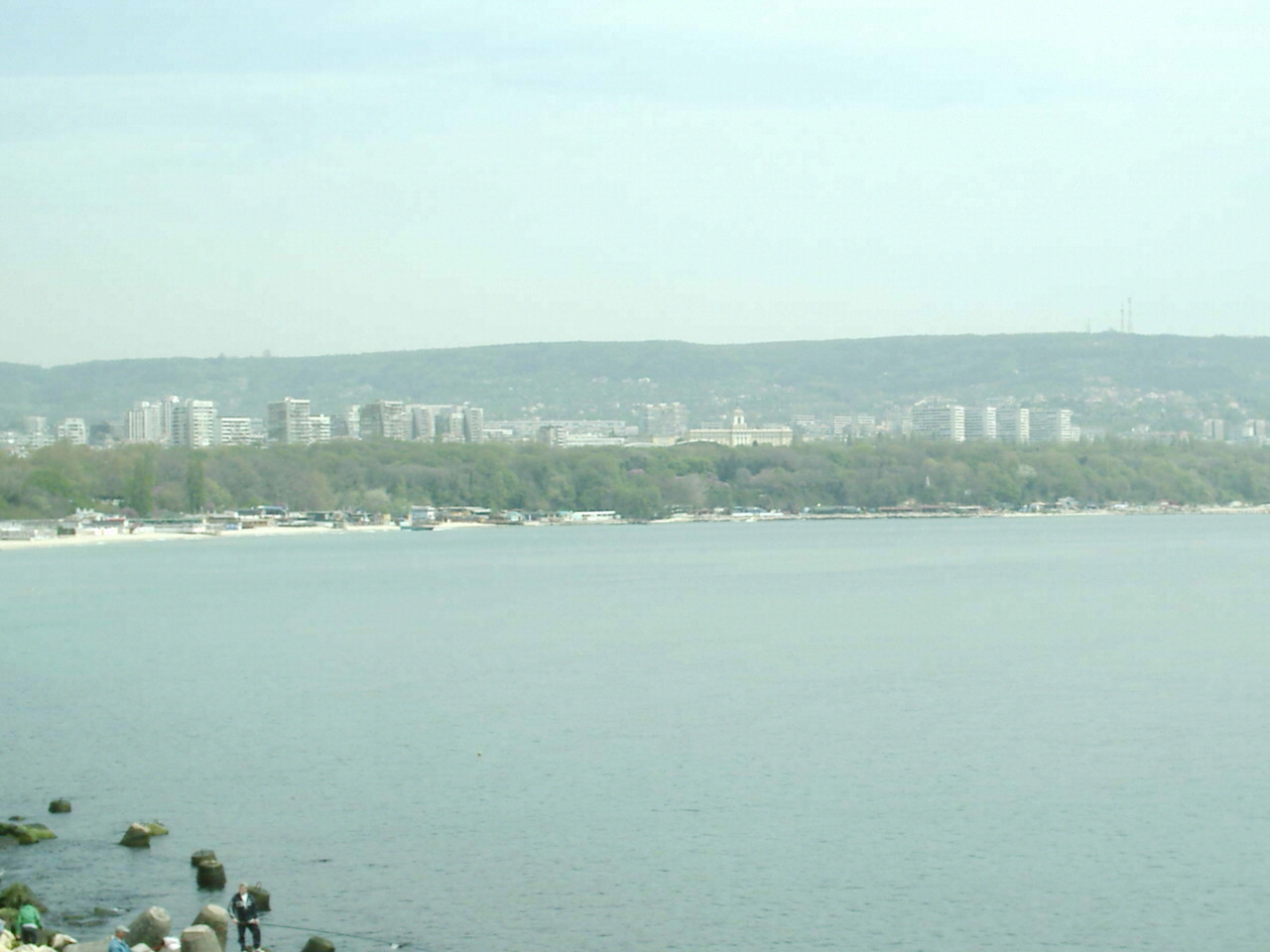
Spiaggia della città
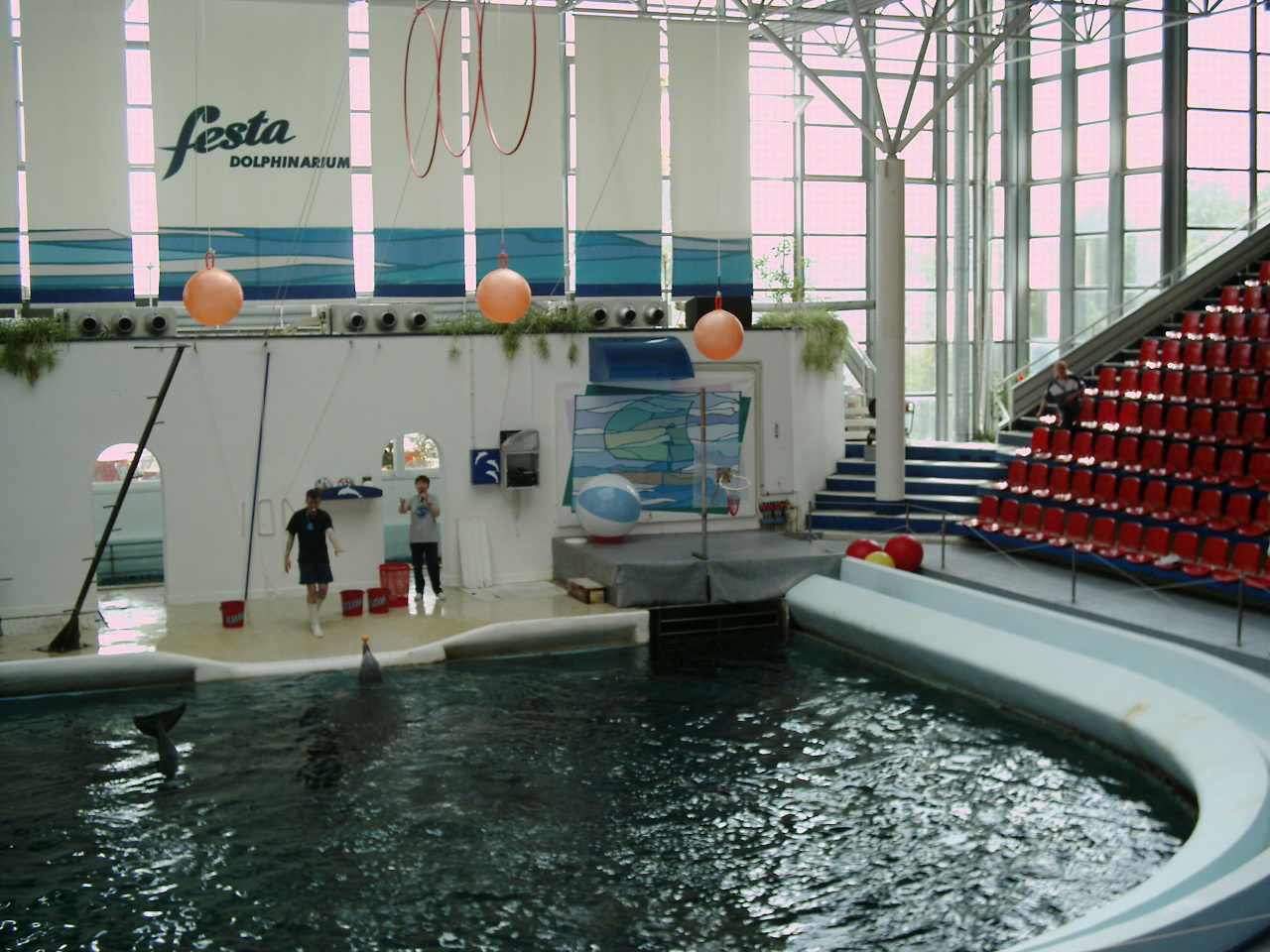
Il Delfinario "Festa" di Varna